# Charles Donnelly
Charles (Charlie) Donnelly (Killybrackey, prop de Dungannon, Comtat de Tyrone, 10 de juliol del 1914 - Turó d'El Pingarrón, vall del Jarama, prop de Madrid, 27 de febrer del 1937) fou un poeta i activista polític irlandès mort a la batalla del Jarama com a membre de les Brigades Internacionals durant la Guerra Civil espanyola.

## Infància
Charles Patrick Donnelly va néixer en una família de criadors de bestiar. El seu pare, Joseph Donnelly comprà la seva granja el 1917 i la família es va traslladar a Dundalk i obrí una botiga de verdures. Joseph Donnelly prosperà amb la botiga, així com produint bestiar i amb la compravenda de propietats a l'àrea de Dundalk. A més a més de Charles, els Donnelly tenien cinc fills i dues filles més. La mare de Charles, Rose, morí quan ell tenia 13 anys, el 1927.
Charles Donnelly rebé la primera educació a l'Escola dels Germans Cristians de Dundalk. El 1928, quan tenia 14 anys, la família es traslladà de nou, aquest cop cap a Dublín, on Joseph comprà una casa a la plaça Mountjoy al nord de la ciutat. Charles ingressà a l'Escola O'Connell, però en fou expulsat al cap de poques setmanes. Durant uns quants mesos va vagarejar pels carrers de Dublín, fins que el seu pare va descobrir que estava expulsat de l'escola. Al mateix temps, Charles conegué i es feu amic d'activistes polítics radicals de l'IRA, del Partit Comunista d'Irlanda i dels grup republicà d'esquerra, Saor Eire. Aquesta via era en part una mena de rebel·lia vers el seu pare, el qual, sense ser gaire polititzat, donava suport al conservador Cumann na nGaedhael. El seu pare i les ties feren entrar Charles d'aprenent d'un fuster, però ho deixà al cap d'un any per a matricular-se a l'Escola Universitària de Dublín (UCD) el 1931.

## Una educació trasbalsada
Estudià Lògica, anglès, Història i irlandès. A la Universitat, començà a escriure poesia i prosa per a les publicacions dels estudiants, però fracassà acadèmicament en aquest primer any. Al mateix temps, s'implicà intensament amb l'ala esquerrana del republicanisme radical. Fou expulsat de la Universitat el 1934, havent suspès en tres ocasions els exàmens i havent-se integrat al grup radical Congrés Republicà. Establí amistat amb veterans republicans com Frank Ryan i George Gilmore. També es va implicar amb una romàntica relació amb una activista republicana, Cora Hughes. El juliol del 1934 fou arrestat i empresonat durant dues setmanes per la seva participació en uns piquets davant una fleca de Dublín amb altres membres del Congrés Republicà. Després d'això, el seu pare el feu fora de casa i hagué de dormir un temps a l'aire lliure en els parcs del voltant de Dublín.

## Activisme polític
El Congrés Republicà es dividia en la seva primera reunió anual el setembre de 1934, però als 20 anys, Donnelly era escollit membre de l'Executiva Nacional de l'organització. Des de llavors, escriví per al diari del Congrés sobre qüestions polítiques i socials. El gener del 1935, Donnelly era arrestat una altra vegada per agredir un policia en una manifestació del Congrés i era empresonat durant un mes. El febrer del 1935, deixava Irlanda i marxava a Londres. A la capital britànica, treballà per la secció de Londres del Congrés Republicà i feu feines esporàdiques com ara de rentaplats en pubs i cafeteries i com a periodista en una agència de notícies internacional. També escrivia articles per a diverses publicacions d'esquerres.

## Guerra Civil espanyola
El juliol de 1936, només esclatar la Guerra Civil espanyola, ja instava el Congrés Republicà a enviar voluntaris a les Brigades Internacionals i ell mateix retornava a Dublín amb la intenció d'organitzar-les. A finals del 1936, se n'havia anat una altra vegada a Londres i s'havia apuntat enrolat a les Brigades. Entrava a Espanya el 7 de gener del 1937 per Albacete, on trobà el contingent irlandès, dirigit pel seu amic Frank Ryan i conegut com la Columna Connolly, que també havia vingut a Espanya per lluitar al costat republicà. Donnelly i els seus camarades eren adjunts al nord-americà Batalló Lincoln de la XV Brigada Internacional.
El 15 de febrer, després de rebre una formació militar rudimentària, el batalló Abraham Lincoln es llançava a la batalla del Jarama, a prop de Madrid. Donnelly entrava en contacte amb el front el 23 de febrer, quan el feren comandant de la Companyia. El 27 de febrer, a la seva unitat se l'enviava a l'assalt frontal de les posicions franquistes del turó anomenat El Pingarrón. Donnelly i la seva unitat es trobaren sota el foc de metralladores tot el dia, amb enormes baixes. El vespre, els franquistes iniciaren el contraatac.
Un veterà canadenc recordà: "(...) Correguérem per a cobrir-nos i Charlie Donnelly, el comandant d'una companyia irlandesa, s'arrupí darrere una olivera. Va agafar un grapat d'olives del terra i les anà esprement. El vaig sentir dir alguna cosa lacònicament, en un respir del foc de les metralladores:
| «                  | Even the olives are bleeding... | » |
| — Charlie Donnelly |                                 |   |

Fins i tot les olives sagnen... La sentència es faria després famosa. Uns quants minuts més tard, mentre la seva unitat es retirava, Donnelly era ferit pels trets de les metralladores. En resultà afectat al braç dret, al costat dret i al cap. Entrà en col·lapse i morí instantàniament. El seu cos restà al camp de batalla fins que fou recobrat pel brigadista irlandès amic seu Peter O'Connor el 10 de març. Fou enterrat a la vall del Jarama en una tomba no gravada amb uns quants dels seus camarades. En l'actualitat, una germana, Christine, viu a Dublín, mentre que un germà, Tony, i la seva germana Carmel viuen a Anglaterra.
La recopilació de la seva obra, The Life and Poems, fou publicat el 1987. En vigílies del 71è aniversari de la seva mort, el 26 de febrer del 2008, Charles era recordat amb la col·locació d'una placa a la UCD, a la qual assistiren 150 persones. La commemoració, organitzada conjuntament per un grup d'estudiants de l'UCD i la família Donnelly, es dugué a terme a l'Escola d'Anglès i també incloïa una conferència de Gerald Dawe sobre la vida i la poesia de Charles Donnelly.